# Африкански корморан
Африканският корморан (Phalacrocorax africanus) е африканска птица от семейство Корморанови.

## Физически характеристики
Кормораните са сравнително дребни с дължина 50 – 55 cm и размах на крилете от 85 cm. Основният цвят на оперението е черен. През размножителния период добива зеленикав блясък. Вътрешната част на крилете е сивкава. Опашката е продълговата. Гребенът на главата е къс, червен или жълт. Представителите на двата пола са сходни по оперение. Младите са кафеникави с бял корем.

## Разпространение
Видът е разпространен в Субсахарска Африка и Мадагаскар. Птиците са местни, но често извършват и сезонни миграции. Видът е често срещан и широко разпространен. Среща се в сладководни влажни зони или тихи брегове.

## Начин на живот и хранене
Кормораните могат да се гмуркат на значителни дълбочини, но обикновено се хранят в плитки води. Често изнасят плячката на повърхността над водата. В менюто им влизат голямо разнообразие от риба. Предпочита малки бавно движещи се риби и тези с дълга и заострена форма като сомоподобни и цихлиди. По-рядко се храни с придънни сладководни риби, жаби, водни безгръбначни и малки птици.

## Размножаване
Снасят две до четири яйца, положени в гнездо изградено на дърво или на земята скрито от високата трева.